# Bugenhagenkirche (Hannover)

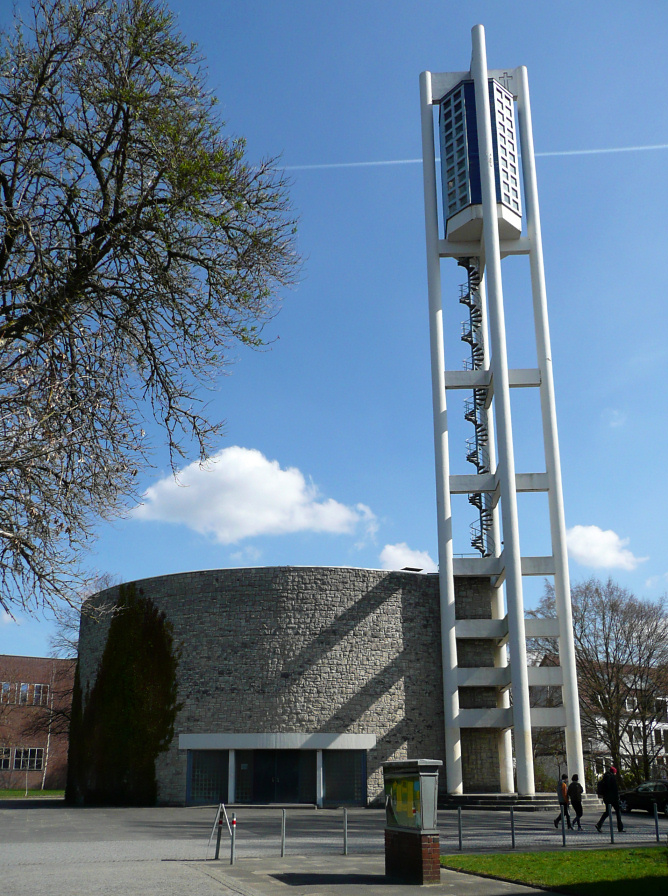
Bugenhagenkirche mit Eingang

Die Bugenhagenkirche ist eine evangelisch-lutherische Kirche in der Südstadt von Hannover. Sie wurde zwischen 1960 und 1962 nach Plänen des Karlsruher Architekten Werner Dierschke errichtet und am Ewigkeitssonntag 1962 eingeweiht. Sie ist benannt nach dem Reformator Johannes Bugenhagen. 2015 wurde die Kirche in das Verzeichnis der Kulturdenkmale aufgenommen.

## Beschreibung
Der moderne Kirchenbau bietet Platz für etwa 450 Personen. Das Hauptportal mit einer zweiflügligen Stahltür und das Altarkreuz wurden von Kunstschmied Fritz Kühn aus dem damaligen Ost-Berlin gefertigt. Die Kirche gilt aufgrund der Bauformen, der Lichtführung, der Materialien und der hochwertigen Ausstattung mit Kunstgut als einer der bedeutendsten Kirchenbauten ihrer Zeit in Niedersachsen.

### Glockenturm
Der Turm hat eine Höhe von 42 Metern. Das Turmgerüst besteht aus zwei senkrecht gestellten sich kreuzenden Gitterträgern ohne Diagonalen. Die Hauptträger sind sehr schlanke Betonzylinder-Säulen. Die Abstände der acht Querriegel vergrößern sich nach den Proportionen des Goldenen Schnittes von unten nach oben. In der obersten, höchsten Etage ist die achteckige Glockenstube eingestellt, erreichbar über eine filigrane, metallene Wendeltreppe.

### Orgel
Die Orgel wurde von Paul Ott gebaut und 1967 eingeweiht. Sie hat 2.100 Pfeifen in 31 Registern. Im Jahre 1998 wurde sie von der Firma Alexander Schuke, Potsdam, gereinigt, überholt und neu intoniert. Die Trakturen sind mechanisch.
| I Hauptwerk C–g3 |       |
| Quintade         | 16′   |
| Prinzipal        | 8′    |
| Koppelflöte      | 8′    |
| Oktave           | 4′    |
| Gedacktflöte     | 4′    |
| Nasat            | 2 ⁄3′ |
| Waldflöte        | 2′    |
| Rauschpfeife II  |       |
| Mixtur V-VII     |       |
| Trompete         | 8′    |

| II Brustwerk C–g3 |       |
| Gedackt           | 8′    |
| Prinzipal         | 4′    |
| Rohrflöte         | 4′    |
| Oktave            | 2′    |
| Quinte            | 1 ⁄3′ |
| Sifflöte          | 1′    |
| Sesquialtera II   |       |
| Scharf IV         |       |
| Vox humana        | 8′    |
| Rankett           | 16′   |
| Tremulant         |       |

| Pedal C–f1    |     |
| Prinzipal     | 16′ |
| Subbass       | 16′ |
| Oktave        | 8′  |
| Gedacktpommer | 8′  |
| Holzflöte     | 4′  |
| Nachthorn     | 2′  |
| Mixtur IV     |     |
| Posaune       | 16′ |
| Trompete      | 8′  |
| Schalmey      | 4′  |

- Koppeln: II/I, I/P, II/P

### Glocken

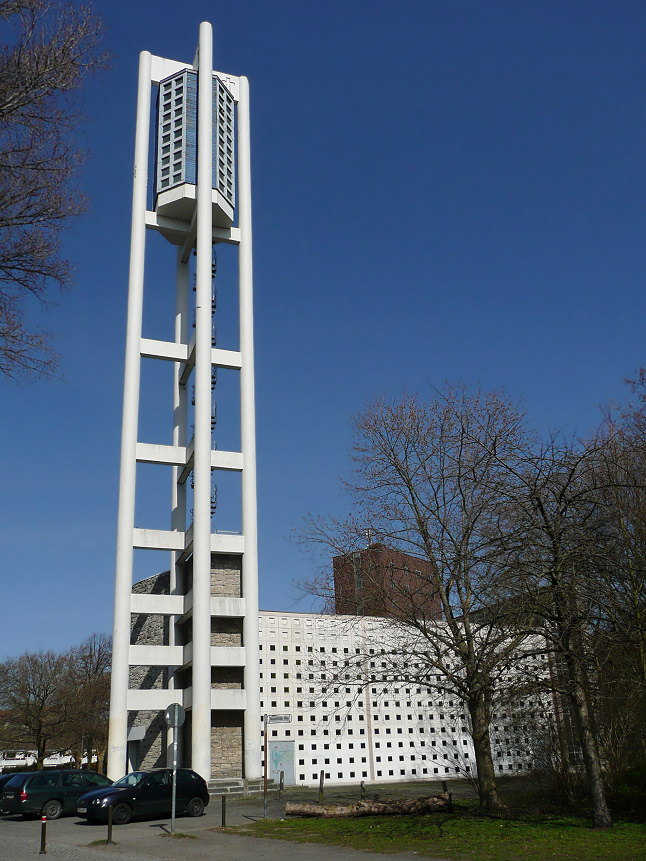
Seitenansicht

Die Glocken wurden von der Firma Schilling in Heidelberg gegossen. Alle vier Glocken tragen Inschriften:
- "Wachet, stehet im Glauben, seid männlich und stark" 1. Kor. 16,13
im Jahre des Herrn 1937, neu gegossen 1962 (Ton h, 350 kg)
- "O Land, Land, Land, höre des Herrn Wort" Jer. 22,29
im Jahre des Herrn 1962 (Ton h, 350 kg)
- "Ein Herr, ein Glaube, eine Taufe" Eph. 4,5
im Jahre des Herrn 1962 (Ton a, 500 kg)
- "Alle Zungen sollen bekennen, dass Jesus Christus der Herr sei..." Phil. 2,11
im Jahre des Herrn 1962 (Ton e, 1200 kg)
Diese Glocke wurde gestiftet von den Konfirmanden der Jahre 1961 und 1962.